# Nekropola
Nekropola je v arheološkem izrazoslovju grobišče. Nahajala se je izven mesta (Rim), ker so Rimljani verjeli, da bi jih "duhovi" pokojnih strašili, če ne bi bili pokopani. Rimljani so imeli hišnega boga Lara, ki jih je varoval pred boleznimi.